# اردم میمارلار
اردم میمارلار (انگلیسی: Erdem Architects) شرکت معماری ترکیه‌ای است، که در سال ۱۹۹۸ توسط برادران اردم تأسیس شد.